# مرشحة كاباليرونية شومانينية
مرشحة كاباليرونية شومانينية (الاسم العلمي: Burkholderia schumannianae) هي نوع من البكتيريا، سلبية الغرام، تتبع جنس البيركهولدرية.